# 보트인

보트인의 기

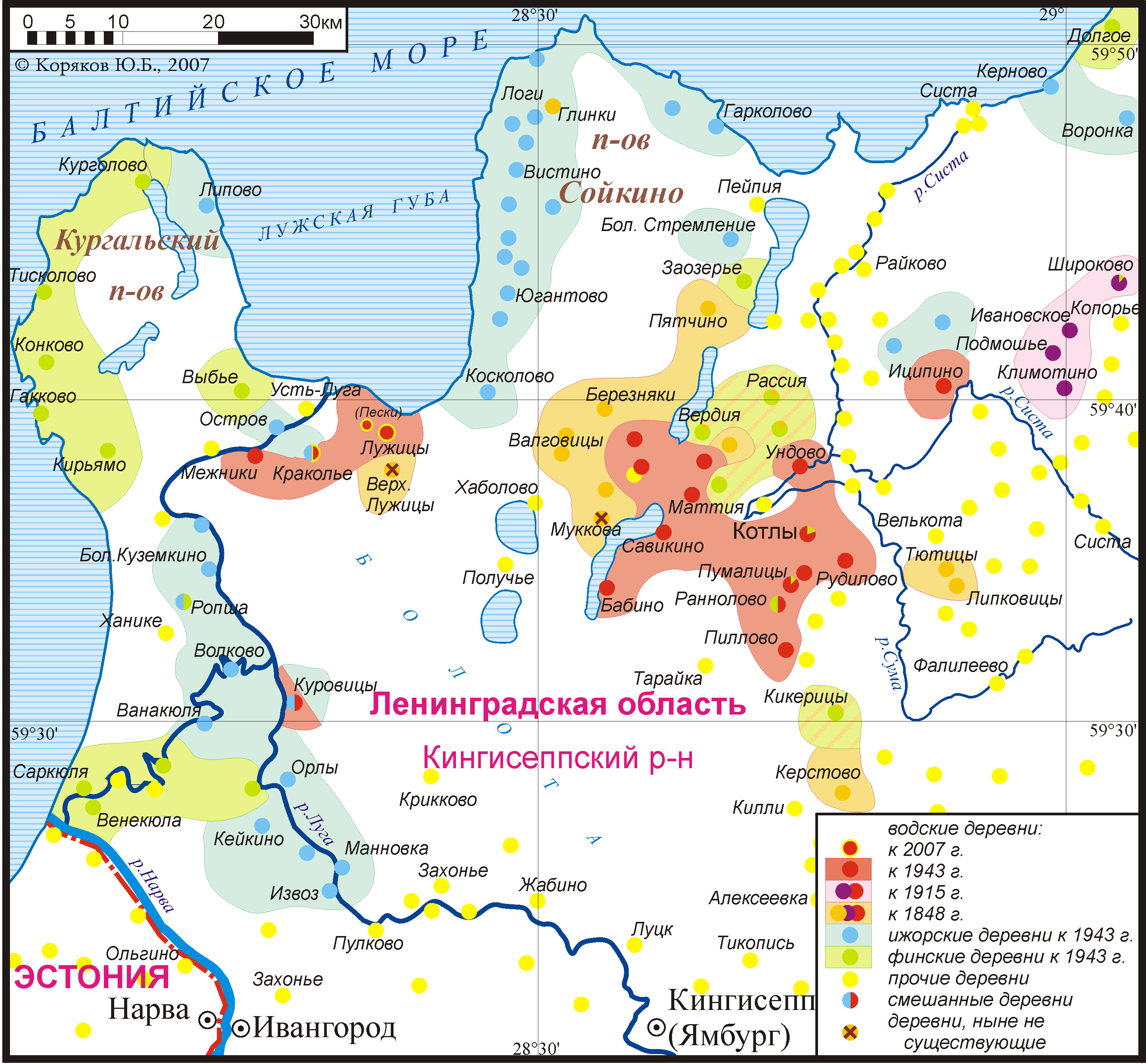
1848–2007년의 보트어 분포. 붉은색이 보트인 마을.

보트인 또는 보드인(보틱어: ва́ддялайзыд vađđalaizõd, 러시아어: водь, 에스토니아어: vadjalased, 핀란드어: vatjalaiset)은 오늘날의 러시아 북서부에 있는 역사적 지역인 잉그리아의 토착 민족이던 발트핀계 민족이다.
핀어군에 분류되는 이들의 고유 언어 보트어는 오늘날 사멸 직전이다. 역사적인 영토인 "보티아" 지역의 3개 시골 마을에 여전히 화자가 남아 있는데, 크라콜례(Краколье, Jõgõperä), 페스키(Пески, Liivcülä), 루지치(Лужицы, Luuditsa)이다. 2020년 러시아 인구조사에서 99명이 민족을 보트인으로 등록했다.

## 같이 보기
- 크레빈인(라트비아 보트인)